# Liste des chefs d'État santoméens
Cet article présente une liste des chefs d'État de la république démocratique de Sao Tomé-et-Principe depuis l'indépendance du 12 juillet 1975.

## Liste
| No  | Portrait | Nom                                   | Élection       | Début du mandat  | Fin du mandat    | Parti                |
| --- | -------- | ------------------------------------- | -------------- | ---------------- | ---------------- | -------------------- |
| 1   |          | Manuel Pinto da Costa (né en 1937)    | 1975 1980 1985 | juillet 1975     | 4 mars 1991      | MLSTP                |
| -   |          | Leonel Mário d'Alva (né en 1935)      | Intérim        | 4 mars 1991      | 3 avril 1991     | PCD-GR               |
|     |          | Miguel Trovoada (né en 1936)          | 1991 1996      | 3 avril 1991     | 15 août 1995     | Indépendant puis ADI |
| 2   |          | Miguel Trovoada (né en 1936)          | 1991 1996      | 3 avril 1991     | 15 août 1995     | Indépendant puis ADI |
| -   |          | Manuel Quintas de Almeida (1957-2006) | Coup d'État    | 15 août 1995     | 21 août 1995     | Militaire            |
| (2) |          | Miguel Trovoada (né en 1936)          | Restauré       | 21 août 1995     | 3 septembre 2001 | ADI                  |
|     |          | Fradique de Menezes (né en 1942)      | 2001           | 3 septembre 2001 | 16 juillet 2003  | ADI puis MDFM-PL     |
| 3   |          | Fradique de Menezes (né en 1942)      | 2001           | 3 septembre 2001 | 16 juillet 2003  | ADI puis MDFM-PL     |
| -   |          | Fernando Pereira (né en 1963)         | Coup d'État    | 16 juillet 2003  | 26 juillet 2003  | Militaire            |
| (3) |          | Fradique de Menezes (né en 1942)      | Restauré 2006  | 23 juillet 2003  | 3 septembre 2011 | MDFM-PL              |
| (1) |          | Manuel Pinto da Costa (né en 1937)    | 2011           | 3 septembre 2011 | 3 septembre 2016 | Indépendant          |
| 4   |          | Evaristo Carvalho (1941-2022)         | 2016           | 3 septembre 2016 | 2 octobre 2021   | ADI                  |
| 5   |          | Carlos Vila Nova (né en 1959)         | 2021           | 2 octobre 2021   | en cours         | ADI                  |